# Ažbe Jug
Ažbe Jug (Maribor, 3 marzo 1992) è un calciatore sloveno, portiere del Maribor.
È considerato come uno dei giovani sloveni più talentuosi.

## Caratteristiche tecniche
Jug utilizza prevalentemente il piede destro è molto alto (192 cm), è sicuro nelle uscite ed è forte negli scontri "uno contro uno".

## Carriera

### Club

#### Interblock Lubiana
Dopo aver giocato nelle giovanili di Prohorje e Maribor viene acquistato dall'Interblock Lubiana.
Nella stagione 2009-2010 esordisce nella Prva Liga, prima divisione del calcio sloveno con la maglia dell'Interblock di Lubiana.
Il 27 febbraio 2010 esordisce da titolare con l'Interblock nella ventrieesima giornata di campionato contro il Drava Ptuj (3-1). Il 17 marzo esordisce in Coppa di Slovenia contro il Nafta Lendava (1-1).
 Nelle successive nove partite di campionato non riesce a mantenere la rete inviolata subendo 5 reti il 17 aprile contro il Celje e subendo 6 gol il 5 maggio contro il Gorica. L'Interblock conclude il torneo al nono posto: nello spareggio per rimanere in prima divisione contro il Triglav, la società di Lubiana perde 0-1 a in casa e 3-0 a Triglav e viene retrocessa in Druga Liga. A fine stagione conta 10 presenze e 24 reti subite in campionato (più 2 presenze e 4 reti subite negli spareggi) e 1 presenze ed 1 rete subita in Coppa.
Nella stagione successiva Jug è titolare l'8 agosto nella prima partita di campionato contro l'ND Mura (1-1). Il 5 settembre, nella quinta giornata di Druga Liga, Jug mantiene la sua prima rete inviolata contro il Krsko (1-0). Il 29 dello stesso mese gioca la sua prima partita stagionale di Coppa, vinta ai tempi supplementari contro il Primorje Ajdovščina per 3-2. L'avventura dell'Interblock in Coppa di Slovenia prosegue ai quarti di finale con la vittoria sull'ND Gorica nel doppio scontro (4-2; 0-0). In campionato Jug mantiene inviolata la propria porta tra il 5 e il 26 settembre (396 minuti consecutivi). Fino a novembre mantiene la rete inviolata in altri due incontri. A novembre conta 14 presenze e 11 reti subite in campionato, 3 presenze e 4 reti subite in Coppa di Slovenia.
Durante la sua esperienza a Lubiana totalizza 30 presenze complessive e 44 reti subite.

#### Bordeaux
Viene acquistato dalla società francese del Bordeaux il 7 gennaio del 2011. Lunedì 11 gennaio viene ufficializzato l'acquisto da parte del Bordeaux. Con la società transalpina firma un contratto triennale con scadenza a giugno 2014 e viene aggregato alla seconda squadra. Sceglie il numero 40.

##### Bordeaux II
Viene aggregato alla squadra riserve del Bordeaux. Dopo aver concluso la prima stagione in Francia, il 20 agosto 2011 esordisce a Marsiglia nel Gruppo C del CFA contro il Consolat Marsiglia (0-0) Mantiene la rete inviolata anche contro il Marignane (0-1) e contro il Le Pontet (0-2)

### Nazionale

#### Under-17
Jug debutta con la Nazionale Under-17 della Slovenia il 9 ottobre 2009 contro i pari età della Slovacchia (1-0). In seguito gioca le partite contro Inghilterra (1-3) e Finlandia (2-0). Il 7 ottobre 2010 ritorna nell'Under-17 contro i Paesi Bassi (2-0) e giocando successivamente contro Slovacchia (0-1) e Malta (4-0).

## Palmarès

### Club

#### Competizioni nazionali
- Coppa di Francia: 1

Bordeaux: 2012-2013
- Supercoppa di Portogallo: 1

Sporting CP: 2015